# Сыроватка, Владимир
Владимир Сыроватка (чеш. Vladimír Syrovátka; 19 июня 1908, Здолбунов — 14 сентября 1973, Прага) — чехословацкий гребец-каноист, выступал за сборную Чехословакии на всём протяжении 1930-х годов. Чемпион летних Олимпийских игр в Берлине, чемпион Европы, победитель многих регат национального и международного значения. Также известен как тренер по гребле на байдарках и каноэ.

## Биография
Владимир Сыроватка родился 19 июня 1908 года в городе Здолбунове Волынской губернии Российской империи, впоследствии переехал на постоянное жительство в Чехословакию (из-за своего места рождения получил в Чехословакии прозвище Русский). По профессии был авиаконструктором, занимался разработкой проектов самолётов.
Активно заниматься греблей начал в 1929 году в гребной секции на Стрелецком острове в Праге, с самого начала специализировался на парных каноэ и состоял в экипаже с Яном Брзаком-Феликсом. Вместе они одержали победу на чемпионате Чехословакии и затем в течение шести лет удерживали лидерство в зачёте чехословацких национальных первенств. В 1934 году они побывали на чемпионате Европы в Копенгагене, где стали лучшими среди двухместных каноэ на дистанции 1000 метров.
Наиболее успешным сезоном в спортивной карьере Сыроватки оказался сезон 1936 года, когда он попал в основной состав чехословацкой национальной сборной и благодаря череде удачных выступлений удостоился права защищать честь страны на летних Олимпийских играх в Берлине. В паре с Брзаком-Феликсом стартовал в программе каноэ-двоек на километровой дистанции, соревновался всего лишь с четырьмя другими экипажами: из Австрии, Канады, Германии и США. Практически на протяжении всего пути лодки шли рядом друг с другом, однако на последней четверти дистанции чехословацкий экипаж работал эффективнее и добился победы, опередив ближайших преследователей австрийцев более чем на три секунды. Таким образом, Брзак-Феликс и Сыроватка завоевали золотые олимпийские медали.
Из-за начавшейся Второй мировой войны их спортивная карьера прервалась. Впоследствии Брзак-Феликс вернулся в большой спорт и в послевоенные годы одержал ещё много побед на самом высоком уровне, но Сыроватка принял решение завершить карьеру спортсмена и перешёл на тренерскую работу. В течение последующих лет работал тренером по гребле на байдарках и каноэ в национальных сборных Германии, Чехословакии и Швеции. В поздние годы занимался производством ламинированных лыж для слалома и скоростного спуска.
Умер 14 сентября 1973 года в Праге в возрасте 65 лет.